# Handlarze futer na Missouri
Handlarze futer na Missouri (ang. Fur Traders Descending the Missouri) – obraz amerykańskiego malarza George’a Caleba Binghama.

## Opis obrazu
Obraz przedstawia ojca i syna, handlarzy futer, płynących czółnem po rzece Missouri. Ojciec ma na głowie czapkę frygijską (liberty cap), anachroniczną dla 1845, kiedy to obraz powstał. Bingham osadził scenę tuż po świcie. Zimne światło rozjaśnia postacie, odbijając je w wodzie. Obraz był pierwotnie zatytułowany Francuski handlarz futer, syn metys (ang. French-Trader, Half-breed Son), lecz ze względów społeczno-obyczajowych nieistniejąca już XIX-wieczna instytucja dla subskrybentów-nabywców obrazów, American Art-Union, zmieniła jego nazwę na obecną.
Dzieło jest uznawane za jedno z najsłynniejszych Binghama, a jego obrazy, uważane w Missouri za ikoniczne, przywołują mit amerykańskiego Zachodu, najtrwalszy jaki stworzył ten naród. Są także przytaczane przez historyków sztuki jako wiodące dla okresu sztuki amerykańskiej zwanego luminizmem.
Reprodukcja dzieła trafiła na okładkę polskiego wyczerpującego opracowania historii sztuki amerykańskiej XIX wieku.